# اسکار تیده
اسکار تیده (آلمانی: Oskar Thiede; ۱۳ فوریهٔ ۱۸۷۹ – ۲۲ نوامبر ۱۹۶۱) مجسمه‌ساز اهل اتریش بود.
از افتخارات وی میتوان به کسب مدال نقره مدال و لوح یادبود در بخش مسابقات هنری بازی‌های المپیک تابستانی ۱۹۴۸ اشاره کرد.